# Spe salvi
Spe salvi (dobesedno slovensko: Rešeni v upanju) je okrožnica (enciklika) papeža Benedikta XVI., ki jo je podpisal 30. novembra 2007.
Okrožnica govori o krščanskem upanju, ki ga papež utemeljuje na veri, Svetem pismu in zgodovini Cerkve.
V zbirki Cerkveni dokumenti je to delo izšlo leta 2008 kot 118. zvezek (kratica CD 118).